# Robin (TV serija)
Robin je risanka, ki jo je narisal švedski ustvarjalec risank Magnus Carlsson, pripovedovalec pa je bil Dave Avellone.

## Osebe
Robin je protagonist, ki živi v slabo vzdrževanem stanovanju in prejema socialno podporo.
Benjamin je Robinov najboljši prijatelj. Zelo veliko pije. Zase pravi, da je »cheegro«; sin Kitajca in temnopolte matere.

## Zgodba
Robinovih 30 epizod je osredotočenih na nominalnega, nezaposlenega Švedskega samskega moža v zgodnjih dvajsetih in na njegovega najboljšega prijatelja Benjamina. Čeprav se zdi, da v svojem življenju ne počneta nič konstruktivnega, sta v resnici večkrat vključena v nezgode, katerim sledi nekoliko nesmiseln konec. Epizode se sicer vsebinsko ne povezujejo.
Prijatelja (pogosto tudi Robin sam) imata pogosto težave z zakonom, saj se srečujeta s pijanci, ljudmi, ki se obnašajo neprimerno in ostalimi nenavadnimi osebami. 

## Vpliv risanke na javnost
Britanska glasbena skupina Radiohead je videla serijo na Channel 4 in prosila Magnusa Carlssona, naj ustvari video za njihovo pesem Paranoid Android, v katerem bo Robin. Carlsson je sprejel idejo, se zaklenil v svojo pisarno, skozi okno strmel v most in znova in znova poslušal omenjeno pesem.
V video se za kratek čas pojavijo tudi člani skupine Radiohead. Sedijo za mizo in opazujejo moža, ki pleše na njej, na trebuhu pa ima še eno glavo.
Leta 2006 je Carlsson naredil še video za plesalce Daddy DJ, ki so bili prav tako Robinovi oboževalci. Tokrat video prikazuje moža, ki dela kot DJ. Njegov sin ga spremlja po via webcameri, preden oče sklene dogovor za snemanje plošče.

## Lisa
Po Robinu je Carlsson ustvaril podobno serijo, imenovano Lisa. Glavna oseba je bilo mlado dekle iz tipične družine. Podobno kot Robin je tudi ona živela v stanovanju in pripovedovala o sebi. Lisa je bila ustvarjena bolj premišljeno, namenjena je bila širšemu krogu gledalcev, zato so jo pogosto predvajali tudi med otroškimi risankami.